# Holehonnuru, Bhadravati
Holehonnuru là một làng thuộc tehsil Bhadravati, huyện Shimoga, bang Karnataka, Ấn Độ.